# 9 Mile Station
9 Mile Station è un insediamento nella contea di Inyo in California. Si trova dove oggi sorge la cittadina di Linnie al lato opposto dell'imbocco del 9 miles Canyon.